# (927) Ratisbona
(927) Rastisbona est un astéroïde de la ceinture principale, découvert le 16 février 1920 par l'astronome allemand Max Wolf depuis l'observatoire du Königstuhl.
Il est nommé d'après la ville allemande de Ratisbonne où mourut Johannes Kepler.